# Ostratu
Ostratu – wieś w Rumunii, w okręgu Ilfov, w gminie Corbeanca. W 2011 roku liczyła 1623 mieszkańców.